# Jarosław Idzi
Jarosław Idzi (ur. 7 sierpnia 1961 w Warszawie) – polski pięcioboista nowoczesny i dziennikarz sportowy, medalista mistrzostw Europy i mistrzostw Polski. Mąż Doroty Idzi.

## Kariera sportowa
Był zawodnikiem AZS-AWF Warszawa (1972–1973), Spójni Warszawa (1973–1974), Lotnika Warszawa (1974–1975) i Legii Warszawa (1974–1992). Początkowo uprawiał skoki do wody i kajakarstwo, od 1974 pięciobój nowoczesny. Jego największymi sukcesami w karierze były dwa medale mistrzostw Europy w sztafecie – srebrny w 1987 (z Pawłem Olszewskim i Mirosławem Zazulą) i brązowy w 1989 (z Dariuszem Goździakiem i Sławomirem Kopciem). Ponadto w mistrzostwach Europy zajmował miejsca: 1989  – 4 m. indywidualnie, 1991 – 35 m. indywidualnie, 4 m. drużynowo, sztafety wraz z drużyną nie ukończył. Na Igrzyskach Olimpijskich w Seulu (1988) był rezerwowym. Srebrny medalista Mistrzostw Świata CISM (1991).
Był dwukrotnym wicemistrzem Polski seniorów (1987, 1992) i brązowym medalistą mistrzostw Polski seniorów (1990), a także dwukrotnym mistrzem Polski juniorów (1978, 1979).

## Kariera zawodowa
W 1989 ukończył studia na Akademii Wychowania Fizycznego w Warszawie. Od 1992 był dziennikarzem Programu I Polskiego Radia, od 2005 kierował jego działem sportowym. W 2006 został zastępcą dyrektora ds. programowych TVP Sport. Członek Komitetu Sportowego Europejskiej Unii Nadawców (EBU).